# 론가노
론가노(이탈리아어: Longano)는 이탈리아 몰리세주 이세르니아도의 코무네다. 캄포바소로부터 서쪽 35km, 이세르니아에서 남쪽 9km 거리에 있다.